# 프레쇼우구

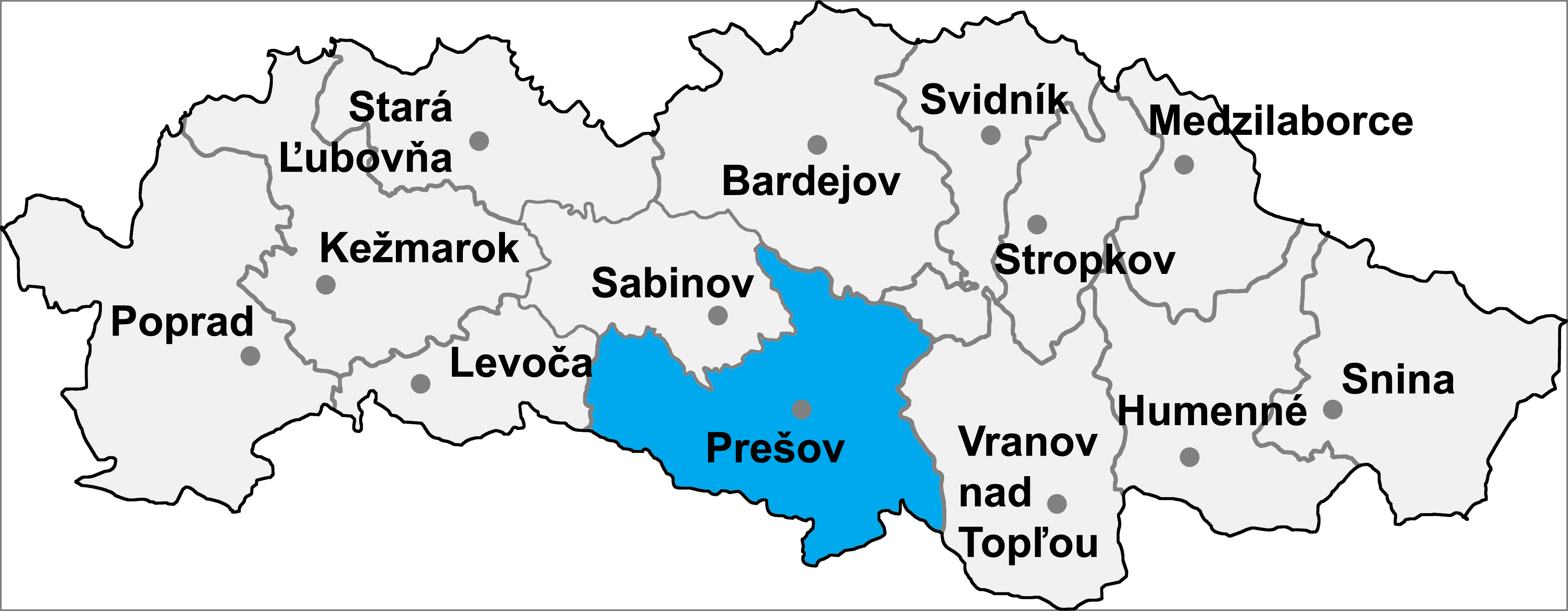
프레쇼우구의 위치

프레쇼우구(슬로바키아어: Okres Prešov)는 슬로바키아 프레쇼우주를 구성하는 13개 구 가운데 하나로 행정 중심지는 프레쇼우이며 면적은 933.68km2, 인구는 171,778명(2014년 기준), 인구 밀도는 183.98명/km2이다.
프레쇼우주 남부에 위치하며 91개 지방 자치체(2개 시, 89개 마을)를 관할한다. 북쪽으로는 스비드니크구, 바르데요우구, 사비노우구, 동쪽으로는 브라노우나트토플료우구, 남쪽으로는 코시체주 코시체오콜리에구, 서쪽으로는 레보차구와 접한다.